# Helina nigrifacies
Helina nigrifacies är en tvåvingeart som beskrevs av Karl 1931. Helina nigrifacies ingår i släktet Helina och familjen husflugor. Inga underarter finns listade i Catalogue of Life.